# Slaterocoris nevadensis
Slaterocoris nevadensis är en insektsart som beskrevs av Knight 1970. Slaterocoris nevadensis ingår i släktet Slaterocoris och familjen ängsskinnbaggar. Inga underarter finns listade i Catalogue of Life.